# Mossagyl (Örkeneds socken, Skåne, 625425-141696)
Mossagyl är en sjö i Osby kommun i Skåne och ingår i Skräbeåns huvudavrinningsområde.